# Cotinga olivàcia
La cotinga olivàcia (Snowornis cryptolophus) és un ocell de la família dels cotíngids (Cotingidae).

## Hàbitat i distribució
Habita els boscos dels Andes a Colòmbia, nord-oest i est de l'Equador i est del Perú.